# Hrvatski Autoklub
Hrvatski Autoklub (HAK) ist ein kroatischer Automobilclub, ähnlich dem deutschen ADAC oder dem österreichischen ÖAMTC. Der Club bietet Mitgliedern unter anderem Pannendienst, Informationen über die Verkehrslage in Kroatien und Vergabe von Internationalen Führerscheinen in Kroatien an.
HAK ist ein Mitglied der FIA.

## Forschung
Neben der Haupttätigkeit als Automobilclub engagiert sich der HAK auch in der Verkehrssicherheitsforschung. Er ist das kroatische Mitglied von EuroRAP.